# Arquà Polesine
Pour les articles homonymes, voir Arquà.
Arquà Polesine (prononcé : [arˈkwa poˈleːzine]) est une commune de la province de Rovigo, dans la région Vénétie, en Italie.

## Géographie
Sur le territoire municipal, se trouvent les vestiges du château médiéval (it) (le seul vestige d'un ancien réseau de fortifications qui a protégé la Polésine), un pavillon de chasse du XIVe siècle, l'église paroissiale de style baroque dédiée à Sant 'Andrea et de nombreux oratoires dans les fraziones.

## Administration
| Période                                  | Période  | Identité     | Étiquette | Qualité |
| ---------------------------------------- | -------- | ------------ | --------- | ------- |
| 14 juin 2004                             | En cours | Claudio Rosa |           |         |
| Les données manquantes sont à compléter. |          |              |           |         |

### Hameaux
Ca'Brancalion, Ca'Torelli, Cornè, Granze, La Berlina, Valmolin di Mezzo, Valmolin Inferiore.

### Communes limitrophes
Bosaro, Costa di Rovigo, Frassinelle Polesine, Polesella, Rovigo, Villamarzana.

### Jumelages
- Vourles (France).